# Чивер, Чарли
Чарли Чивер (родился 2 августа 1981) — один из разработчиков программного обеспечения социальной сети Facebook, сооснователь (вместе с Адамом Д'Анжело) социальной сети Quora.

## Биография
Чарли Чивер родился в Питтсбурге, штат Пенсильвания. Окончил Гарвардский колледж, специализируясь в области компьютерных наук.
Работал инженером и менеджером в Facebook, где руководил созданием Facebook Connect и платформы Facebook. До Facebook Чивер был нанят Amazon.com в Сиэтле. Он покинул компанию, чтобы основать Quora в июне 2009 года.  Он ушёл от активного управления Quora в сентябре 2012 года, но остается советником.